# Elezione del Presidente del Senato del 1987 (seconda)
La seconda elezione del presidente del Senato del 1987 per la X legislatura della Repubblica Italiana si è svolta il 2 luglio 1987.
Il presidente del Senato uscente è Giovanni Malagodi. Presidente provvisorio del Senato è il senatore a vita Alessandro Pertini, nato nel 1896, in quanto più anziano anagraficamente tra i componenti dell'assemblea presenti alla seduta, data l'assenza della senatrice a vita Camilla Ravera, nata nel 1889.
Presidente del Senato della Repubblica, eletto al I scrutinio, è Giovanni Spadolini.

## L'elezione

### Preferenze per Giovanni Spadolini
| Scrutinio | Voti | Percentuale |
| --------- | ---- | ----------- |
| I         | 249  | 78,3%       |

## 2 luglio 1987

### I scrutinio
Per la nomina è richiesta la maggioranza assoluta dei componenti dell'Assemblea.
| Dati votazione | Dati votazione    |    | Nome                  | Nome | Voti |
| -------------- | ----------------- | -- | --------------------- | ---- | ---- |
| Presenti       | 318               |    | Giovanni Spadolini    | 249  |      |
| Votanti        | 318               |    | Ferdinando Signorelli | 7    |      |
| Astenuti       | 0                 |    | Sandro Pertini        | 5    |      |
| Maggioranza    | 163               |    | Norberto Bobbio       | 4    |      |
|                |                   |    | Susanna Agnelli       | 3    |      |
|                | Arrigo Boldrini   | 1  |                       |      |      |
|                | Giovanni Malagodi | 1  |                       |      |      |
|                | Marisa Moltisanti | 1  |                       |      |      |
|                | Giorgio Pisanò    | 1  |                       |      |      |
|                | Schede bianche    | 44 |                       |      |      |
|                | Schede nulle      | 2  |                       |      |      |

Risulta eletto: Giovanni Spadolini